# Vrécourt
Vrécourt är en kommun i departementet Vosges i regionen Grand Est (tidigare regionen Lorraine) i nordöstra Frankrike. Kommunen ligger i kantonen Bulgnéville som tillhör arrondissementet Neufchâteau. År 2022 hade Vrécourt 349 invånare.

## Befolkningsutveckling
Antalet invånare i kommunen Vrécourt
| Referens: INSEE |